# Dimitar Rangelov
Dimitar Rangelov (né le 9 février 1983) est un footballeur bulgare.

## Biographie
Après avoir passé sept saisons au Slavia Sofia, en Bulgarie, il rejoint le RC Strasbourg en Ligue 2 moyennant 1 million d'euros à l'intersaison 2006.
Le 17 janvier 2007, il est décidé de prêter ce jeune joueur pour six mois au club de FC Erzgebirge Aue pour qu'il acquière du temps de jeu en Allemagne.
À l'été 2007, il est de nouveau prêté en Allemagne, au Energie Cottbus où il fait de bonnes performances. Le club allemand décide logiquement de lever l'option d'achat de près de 650 000 euros et un contrat de trois ans pour l'international bulgare.
En juin 2009, il signe un contrat de quatre ans au Borussia Dortmund. L'indemnité de transfert est évaluée à 1,2 million d'euros. Il est prêté pour la saison 2010-2011 au Maccabi Tel-Aviv.
En juillet 2012, il signe pour deux saisons au FC Lucerne.

### Clubs
| Saison      | Club                     | Pays      | Championnat    | Championnat | Championnat | Coupes nationales | Coupes nationales |
| Saison      | Club                     | Pays      | Division       | Matchs      | Buts        | Matchs            | Buts              |
| ----------- | ------------------------ | --------- | -------------- | ----------- | ----------- | ----------------- | ----------------- |
| 1999 - 2000 | Slavia Sofia             | Bulgarie  | D1 bulgare     | 1           | 0           | -                 | -                 |
| 2000 - 2001 | Slavia Sofia             | Bulgarie  | D1 bulgare     | 5           | 0           | -                 | -                 |
| 2001 - 2002 | Slavia Sofia             | Bulgarie  | D1 bulgare     | 21          | 2           | 3                 | 1                 |
| 2002 - 2003 | Slavia Sofia             | Bulgarie  | D1 bulgare     | 22          | 3           | 2                 | 1                 |
| 2003 - 2004 | Slavia Sofia             | Bulgarie  | D1 bulgare     | 18          | 5           | 3                 | 5                 |
| 2004 - 2005 | Slavia Sofia             | Bulgarie  | D1 bulgare     | 27          | 4           | 5                 | 4                 |
| 2005 - 2006 | Slavia Sofia             | Bulgarie  | D1 bulgare     | 24          | 7           | 2                 | 0                 |
| 2006 - 2007 | RC Strasbourg            | France    | Ligue 2        | 13          | 1           | 4                 | 2                 |
| 2006 - 2007 | FC Erzgebirge Aue (prêt) | Allemagne | Bundesliga 2   | 16          | 5           | -                 | -                 |
| 2007 - 2008 | Energie Cottbus          | Allemagne | Bundesliga     | 22          | 6           | 1                 | 1                 |
| 2008 - 2009 | Energie Cottbus          | Allemagne | Bundesliga     | 27          | 9           | 3                 | 3                 |
| 2009 - 2010 | Borussia Dortmund        | Allemagne | Bundesliga     | 8           | 1           | -                 | -                 |
| 2010 - 2011 | Borussia Dortmund        | Allemagne | Bundesliga     | -           | -           | 1                 | -                 |
| 2010 - 2011 | Maccabi Tel Aviv (prêt)  | Israël    | D1 israélienne | 22          | 2           | -                 | -                 |
| 2011 - 2012 | Energie Cottbus (prêt)   | Allemagne | Bundesliga 2   | 31          | 12          | -                 | -                 |
| 2012 - 2013 | FC Lucerne               | Suisse    | Division 1     | -           | -           | -                 | -                 |

## Palmarès
- International bulgare depuis 2004 (24 sélections et 2 buts).

- Konyaspor
  - Vainqueur de la Coupe de Turquie en 2017